# ناحیه الدریچ، شهرستان وادنا، مینه‌سوتا
شهرستان الدریچ، بخش وادنا، مینه‌سوتا (به انگلیسی: Aldrich Township, Wadena County, Minnesota) یک منطقهٔ مسکونی در ایالات متحده آمریکا است که در مینه‌سوتا واقع شده‌است.

## خصوصیات
شهرستان الدریچ ۸۹٫۳ کیلومترمربع مساحت و ۴۱۸ نفر جمعیت دارد و ۴۰۶ متر بالاتر از سطح دریا واقع شده‌است.

## جمعیت شناسی
بر اساس سرشماری سال 2000 تراکم جمعیت 12.1 نفر در مایل مربع (4.7 / km²) می باشد و 164 واحد مسکونی با تراکم متوسط 8/4 مترمکعب (8/1 کیلومتر مربع) وجود دارد.
ترکیب نژادی شهر، 97.37% سفید، 0.24% بومی آمریکایی، 1.20% سایر نژادها و 1.20% از دو یا چند نژاد می باشد. بر اساس همین آمار 151 خانوار وجود داشتند که از این تعداد 39.1 درصد فرزندان زیر 18 سال داشتند که با آن ها زندگی میکردند، 70.9 درصد زن و شوهر هایی بودند که با هم زندگی می کردند، 2.6% زنان سرپرست خانواده بدون همسر و 22.5% نیز غیر از خانواده خود زندگی میکردند.